# Guadalupe Marino
Guadalupe Marino (née à Mexico) est une postproductrice mexicaine de cinéma, spécialisée dans le montage et surtout la découpe de négatifs. Elle a obtenu la médaille Salvador-Toscano en 1995 pour l'ensemble de sa carrière.